# 权衡
权衡（Trade-off）是一种情境决策，涉及减少或失去一组或设计的一个质量、数量或属性，以换取其他方面的收益。简单来说，权衡是一件事增加，另一件事必须减少。权衡源于许多来源的限制，包括简单的物理学——例如，只有一定体积的物体可以放入给定的空间，所以一个完整的容器必须移除一些物品才能容纳更多的物品，而容器可以携带一些大的物品或多个小物品。权衡通常也指单个项目的不同配置，例如调整吉他上的琴弦以演奏不同的音符，以及将时间和注意力分配给不同的任务。
权衡的概念表明在充分理解每种设置的优缺点的情况下做出的战术或战略选择。一个经济例子是投资股票的决定，股票有风险，但具有巨大的潜在回报，而债券通常更安全，但潜在回报较低。

## 语用
该术语在演化背景中也被广泛使用，在这种情况下，自然选择和性选择的过程被视为最终的决定性因素。  在生物学中，权衡和约束的概念通常密切相关。在经济学中，权衡通常用一个潜在选择的机会成本来表示，即失去最佳可用选择。

## 案例
个人权衡的机会成本示例：全职工人薪水为 50,000 美元，决定请假去医学院学习，年学费为 30,000 美元，当医生 7 年后收入为 150,000 美元的学习。如果我们为了简单起见假设医学院只允许全日制学习，那么考虑停止工作的个人将面临权衡：不去医学院和工作收入 50,000 美元，或者去医学院和失去50,000 美元的薪水和 30,000 美元的学费，但经过 7 年的学习，每年可赚取 150,000 美元或更多。